# Língua chinesa
O que habitualmente se chama língua chinesa (chinês simplificado: 汉语; chinês tradicional: 漢語; pinyin: Hànyǔ) (chinês simplificado: 华语; chinês tradicional: 華語; pinyin: Huáyǔ) (chinês simplificado: 中文; pinyin: Zhōngwén) é, na verdade, uma família linguística que pertence ao tronco linguístico sino-tibetano. Aproximadamente um quinto dos habitantes da Terra fala alguma forma de chinês como língua materna, tornando a língua chinesa a mais falada no planeta, embora não a mais difundida.[carece de fontes?]
É uma língua tonal, isolante e, basicamente, monossilábica, tendendo ao monossilabismo principalmente na variante escrita, enquanto as variantes faladas (notoriamente o mandarim) costumam fazer amplo uso de palavras dissilábicas e polissilábicas. As raízes lexicais são, no entanto, todas monossilábicas.[carece de fontes?]

## Transliteração
A transliteração dos caracteres chineses para as línguas que usam o alfabeto latino pode ser feita pelo sistema Wade-Giles, criado pelos diplomatas e sinólogos britânicos Thomas Wade e Herbert A. Giles. Após a Revolução comunista chinesa, em 1949, uma comissão de filólogos criou um novo sistema conhecido como pinyin. Como um exemplo, no sistema Wade-Giles escreve-se "Mao Tsé Tung", enquanto que em pinyin grafa-se "Máo Zédōng". Para indicar os tons utilizam-se acentos sobre as vogais ou ainda números, ao final de cada sílaba.

## Línguas Chinesas
As línguas chinesas são reconhecidas pelo governo chinês como um único idioma, com as diferentes línguas chinesas sendo vistas apenas como dialetos, no entanto é tamanha a diferença entre elas a ponto de muitas serem incompreensíveis entre si. As línguas chinesas mantém a unidade pelo fato de a escrita ser comum a todos elas, transcrevendo não apenas sons, que variam de região para região, mas também conceitos, que permanecem inalteráveis de região para região. As principais línguas chinesas são:
- Mandarim, considerado o idioma oficial da região de Beijing e, teoricamente, falado em toda a China inclusive Taiwan, sendo também falado em Singapura;
- Cantonês, falado em Cantão (província de Cantão), Hong Kong, Macau e sudeste do país;
- Xangainês, falado em Xangai e arredores;
- Sichuanês, falado no centro da China (região de Sichuan e Chongqing);
- Hakka (Hacá), falado em província de Cantão, Fujian, Ainão, Jiangxi de China continental, Hong Kong, Taiwan e sudeste do país.

## Gramática

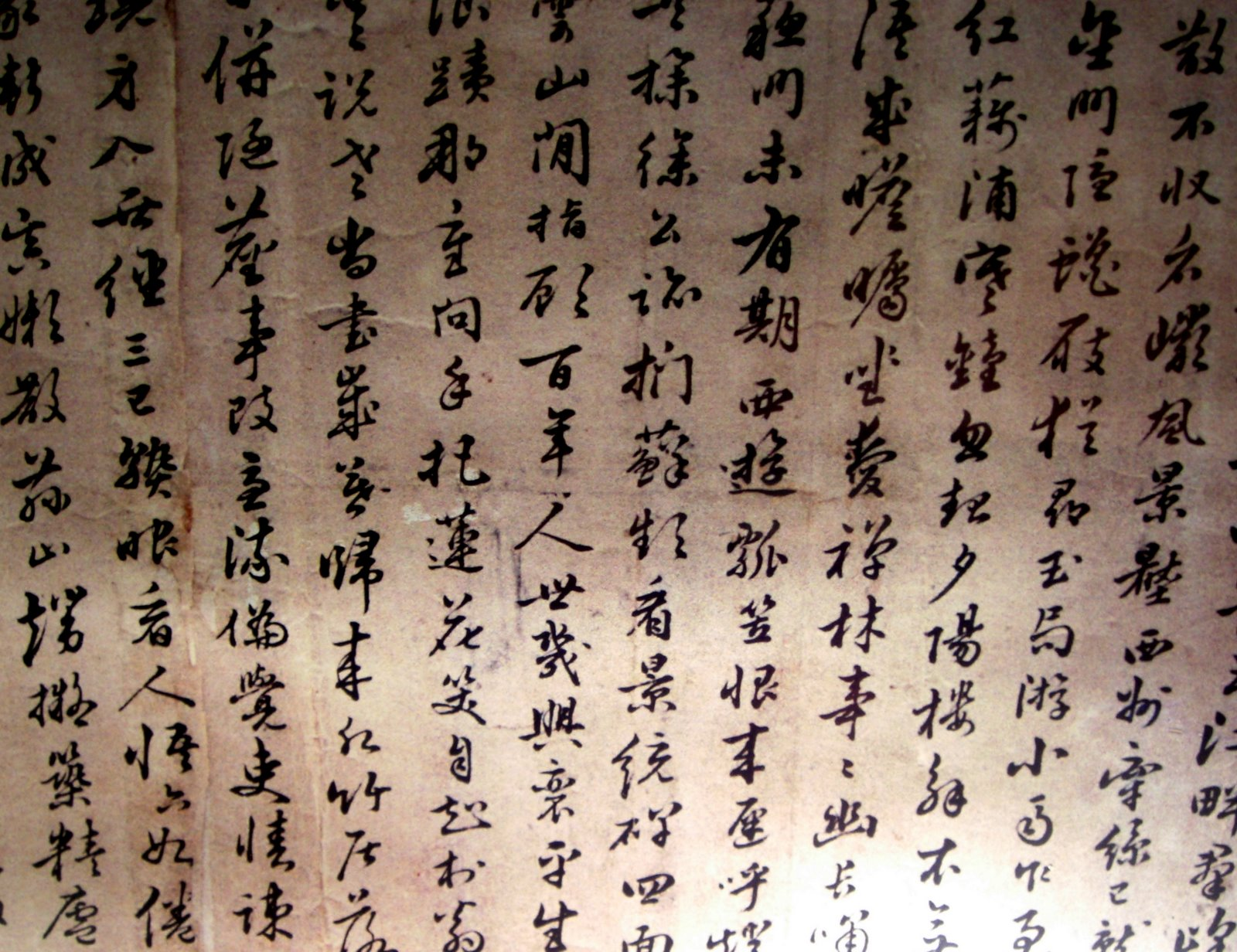
Manuscrito em chinês no Vietnã.

A gramática da língua chinesa apresenta uma estrutura diferente das línguas europeias, por este motivo, definições como "substantivo", "adjetivo" e "verbo" geralmente não funcionam em chinês. Por exemplo, a palavra em Mandarim 把 (bǎ), dependendo do contexto, pode ser um verbo significando "agarrar", um substantivo significando "maçaneta", uma preposição significando "entre", um classificador para certos tipos de substantivos e até mesmo uma partícula.
Apesar do chinês não apresentar quase nenhuma flexão, existe um sufixo formador de plural. Em Mandarim, utiliza-se o caractere 们 (men) para esta finalidade. Este caractere é utilizado apenas com pronomes e opcionalmente com substantivos referentes a pessoas. Por exemplo:
1. 我们 (wǒ men) = nós
2. 学生 ou 学生们 (xué shēng/ xué shēng men) = estudantes

Chinês moderno também apresenta pouca derivação afixal. Talvez ㄦ (erhua) seja o único afixo (no sentido tradicional da palavra) comumente usado em Chinês.    Chinês antigo continha bem mais afixos que Chinês moderno, porém todos foram perdidos se transformando em tons ou novas consoantes. Por exemplo, Schuessler reconstroi o prefixo s- que tinha a função de transitivizar verbos, indicar repetição em verbos e substantivos e marcar substantivos que se referiam a animais e partes do corpo. Atualmente a estratégia mais produtiva para derivar novas palavras é composição (geralmente de dois caracteres) e de fato, a maioria das palavras em Chinês são bisillábicas. Por exemplo, o carácter 石 literalmente significa "pedra", mas ele nunca é usado sozinho: se não for parte de um composto, é sempre acompanhado do caractere redundante 头 (literalmente "cabeça").

## Sistema de escrita

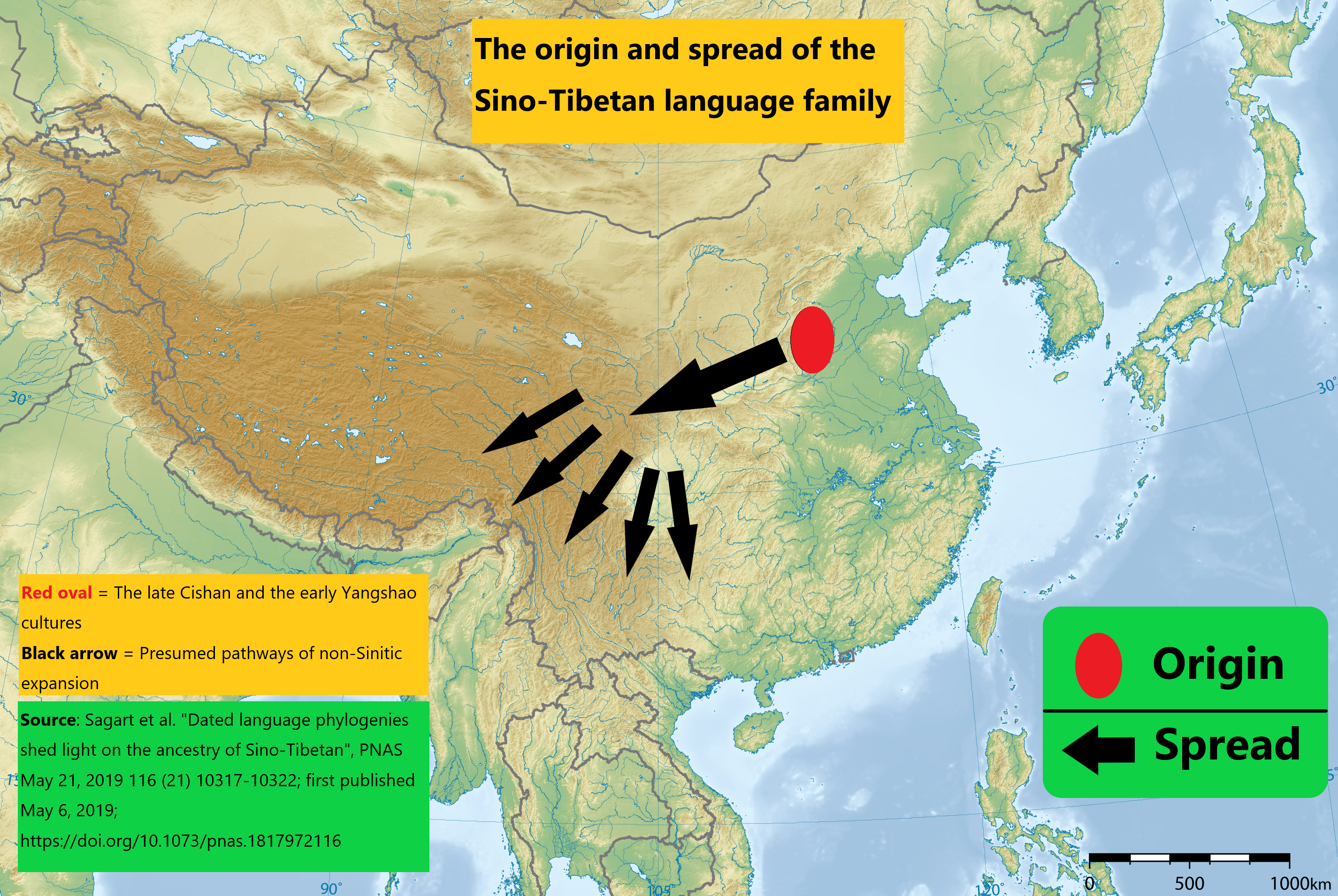
A origem e propagação da Línguas sino-tibetanas. Oval vermelho é o Cishan tardio e as primeiras culturas Yangshao. A seta preta são as vias presumidas de expansão não sinítica. Depois de aplicar o método comparativo linguístico ao banco de dados de dados linguísticos comparativos desenvolvido por Laurent Sagart em 2019 para identificar correspondências sonoras e estabelecer cognatos, métodos filogenéticos são usados para inferir relações entre essas línguas e estimar a idade de sua origem e pátria.

Os caracteres usados no sistema de escrita chinês são chamados de hanzi, que são logográficos, ou seja, os grafemas são logogramas que denotam palavras ou morfemas. A escrita chinesa, em todas suas variantes, é caracterizada pela ausência de um alfabeto. Os logogramas não transcrevem os sons da fala (fonemas), mas significados, e cada grafema pode ser pronunciado de uma forma completamente diferente de acordo com o dialeto. Não é possível dar um número exato de hanzi, porém existem aproximadamente 50,000 sendo que um falante alfabetizado de Chinês geralmente consegue reconhecer em torno de 8,000. Apenas 3,000 são frequentemente usados nas mídias e jornais chieneses.
É muito frequente chamar-se, aos logogramas, "ideogramas" ou "hieróglifos". No entanto, os ideogramas representam ideias e não tanto palavras ou morfemas, sendo raros os sistemas de escrita das línguas humanas verdadeiramente ideográficos. Cada grafema isolado é lido como uma sílaba diferente. Quando a palavra tem duas sílabas, cada sílaba que a compõe é representada com um grafema diferente.
Apenas uma pequena percentagem do total de sinogramas (outro nome para caracteres chineses) são realmente ideogramas ou pictogramas. Por exemplo: para se representar a ideia de "brilho" combina-se as representações de 日,"sol", e 月,"lua", obtendo-se o ideograma 明. A repetição de um pictograma pode levar à criação de um ideograma. É o caso de 木,"árvore", e de 林“bosque” e 森,“floresta”, criados através da sua duplicação e triplicação, respectivamente.
O tipo mais comum de caracteres (80% a 90%, dependendo dos autores) são os semântico-fonéticos, constituídos, como o nome indica, por dois ou mais elementos, o fonético, que indica a pronúncia aproximada, e o semântico, indicativo do significado, denominado radical. Por exemplo: em 河 hé, "rio", e 湖 hú, "lago", os três traços à esquerda são o pictograma simplificado para água,que está relacionado semanticamente com "rio" e "lago". Enquanto, à direita, se encontra o elemento fonético. Combinando 氵 "água" e 木 mù, obtém-se 沐 mù, “lavar o cabelo”. Este método é muito produtivo para a criação de novos caracteres. Os nomes de muitos dos elementos da tabela periódica são formados desta maneira. 钚 bù, "plutónio", é constituído pelo radical para "metal", 金 jīn, e pelo componente fonético 不 bù ("não"), ou, tal como se descreve em chinês, "不 dá o som e 金 dá o significado".
Com a complexidade e variedade de objetos a serem nomeados, muitos acabam sendo designados por mais de um logograma, de modo que os caracteres postos um ao lado do outro geram um novo significado. Por exemplo, a palavra "computador" (電腦) é representada com as palavras "eletricidade" (電) e "cérebro" (腦).

Mapa mostrando a distribuição das diferentes línguas chinesas na China.

## Estrutura fonológica
A estrutura fonológica do chinês, como as das demais línguas sino-tibetanas, é caracterizada pela diferença na entonação de cada palavra. Assim, uma mesma sílaba pode ter significados completamente diversos, dependendo da entonação utilizada - conferindo certa musicalidade no discurso da fala. Devido a essa característica, não existe acento tônico. O número de tons possíveis varia de um dialeto para outro. No mandarim, existem quatro tons e mais um quinto tom neutro. No hakka, existem seis tons; no taiwanês, sete tons; e, no cantonês, nove tons.